# Gelijkzwevende stemming
De gelijkzwevende stemming of evenredigzwevende temperatuur is, voor instrumenten met vaste stemming, en voor de in het Westen gebruikelijkste stemming in 12 tonen per octaaf, een specifieke keuze voor de afstanden tussen die tonen.
Het octaaf met zijn frequentieverhouding van 2 wordt hierbij in 12 precies even grote afstanden verdeeld, of anders gezegd: de verhouding van de frequenties van twee opeenvolgende halve tonen is steeds precies dezelfde (en is dus gelijk aan {\displaystyle {\sqrt[{12}]{2}}}, de twaalfdemachtswortel van twee).
Behalve voor het octaaf is in deze stemming geen van de intervallen gelijk aan de rein klinkende verhoudingen. Deze laatste zijn verhoudingen van kleine natuurlijke getallen (zoals 3/2 voor een kwint en 5/4 voor een grote terts). Niet-rein betekent vals. Dat is dan voor gelijknamige intervallen wel altijd even vals, vandaar de naam evenredigzwevende stemming. Gelukkig is die afwijking voor de kwint - het belangrijkste interval na het octaaf - erg beperkt, althans in een systeem met 12 tonen. Voordeel van deze stemming is, dat ze even (weinig) vals blijft klinken als er op een andere toonsoort wordt overgegaan. Kort samengevat is het een compromisoplossing om in alle twaalf toonsoorten even (weinig) vals te klinken.

## Geschiedenis
De eerste van wie bekend is dat hij zich met berekeningen betreffende de gelijkzwevende stemming bezighield  was Zhu Zaiyu (Chu-Tsaiyu, 朱載堉) die ten tijde van de Mingdynastie daarover in 1580 schreef in Samengaan van muziek en kalender (律暦融通), en in 1584 in het Compleet compendium over muziek en stemming (Yuelü quan shu 樂律全書). Vincenzo Galilei (de vader van Galileo Galilei) bepleitte in 1581 al een dergelijke stemming. Ook Simon Stevin hield zich bezig met berekeningen aan intervallen van onder meer de gelijkzwevende stemming, maar het duurde tot het begin van de 19e eeuw voor piano's gebouwd werden met deze stemming.
In tegenstelling tot wat vaak gezegd wordt, is de serie composities Das Wohltemperierte Klavier van Johann Sebastian Bach niet geschreven om te demonstreren wat er met evenredigzwevende stemming mogelijk is (de evenredigzwevende temperatuur werd berekend door theoretici in de barok, in de praktijk werd de gelijkzwevende temperatuur gestemd, zoals beschreven door Mersenne in L'Harmonie Universelle, 1636, Neidhardt in Temperatur des Monochordi, 1706, en anderen), maar bedoeld voor de welgetempereerde stemming zoals die mogelijk was door het werk van de Duitse organist en muziektheoreticus Andreas Werckmeister.
Werckmeister veranderde zijn ideeën over stemming tijdens zijn leven. In 1691 publiceerde hij zijn Musikalische Temperatur waarin zijn bekende Werckmeister III, in 1698 in zijn Anmerkungen und Regeln waarin hij voorstelt bijna alle kwinten te klein te stemmen of alle kwinten te klein als men in alle 24 toonaarden wil spelen. In zijn in 1707 uitgegeven boek Musikalische Paradoxal-Diskurse schrijft hij dat de evenredigzwevende temperatuur de beste is, de bijna evenredigzwevende temperatuur is dan zijn tweede keuze.

## Grootte van intervallen
Doordat de frequentieverhouding van een octaaf 2 is, overeenkomend met 1200 cent, wordt de verhouding van een halve toonafstand gelijk aan {\displaystyle {\sqrt[{12}]{2}}} of 100 cent. Dit geeft de volgende frequentieverhoudingen voor gelijkzwevende stemming, uitgaande van c als grondtoon, vergeleken met de reine stemming:
| c   | prime            | 20⁄12 = 1,000  | 1 = 1,000    | = 0    | = 0    | 0      |
| des | kleine secunde   | 21⁄12 ≈ 1,059  | 1615 ≈ 1,067 | = 100  | ≈ 112  | −0,68% |
| d   | grote secunde    | 2⁄12 ≈ 1,122   | 98 = 1,125   | = 200  | ≈ 204  | −0,23% |
| es  | kleine terts     | 23⁄12 ≈ 1,189  | 65 = 1,200   | = 300  | ≈ 316  | −0,91% |
| e   | grote terts      | 24⁄12 ≈ 1,260  | 54 = 1,250   | = 400  | ≈ 386  | +0,79% |
| f   | reine kwart      | 25⁄12 ≈ 1,335  | 43 ≈ 1,333   | = 500  | ≈ 498  | +0,11% |
| fis | overmatige kwart | 26⁄12 ≈ 1,414  | 75 = 1,400   | = 600  | ≈ 583  | +1,02% |
| g   | reine kwint      | 27⁄12 ≈ 1,498  | 32 = 1,500   | = 700  | ≈ 702  | −0,11% |
| as  | kleine sext      | 28⁄12 ≈ 1,587  | 85 = 1,600   | = 800  | ≈ 814  | −0,79% |
| a   | grote sext       | 29⁄12 ≈ 1,682  | 53 ≈ 1,667   | = 900  | ≈ 884  | +0,90% |
| bes | kleine septiem   | 210⁄12 ≈ 1,782 | 169 ≈ 1,778  | = 1000 | ≈ 996  | +0,23% |
| b   | grote septiem    | 211⁄12 ≈ 1,888 | 158 = 1,875  | = 1100 | ≈ 1088 | +0,68% |
| c'  | octaaf           | 212⁄12 = 2,000 | 21 = 2,000   | = 1200 | = 1200 | 0      |
Als f0  de frequentie van de grondtoon is, berekent men de frequentie fn van de toon op n halve toonafstanden als;
{\displaystyle f_{n}=2^{\frac {n}{12}}f_{0}}
Om voor de tegenwoordig gebruikelijke stemtoonhoogte een centrale a' van 440 Hz te krijgen, moet de A in het laagst bruikbare octaaf ("A) dus een frequentie van 27,5 Hz hebben en de laagste C ("C) daarmee 16,3516 Hz zijn.

## Alternatieve gelijkzwevende toonschalen
Soms wordt een octaaf verdeeld in meer dan 12 gelijke delen:
- 19-toonsverdeling (19 tonen gelijkzwevend)
- kwarttoonverdeling (24 tonen gelijkzwevend)
- 31-toonsverdeling (31 tonen gelijkzwevend) (ontwikkeld door Christiaan Huygens)
- 96-toonsverdeling (een octaaf verdeeld in 96 tonen) (ontwikkeld door Julián Carrillo)